# Palacio de Santa Cruz (Cuéllar)

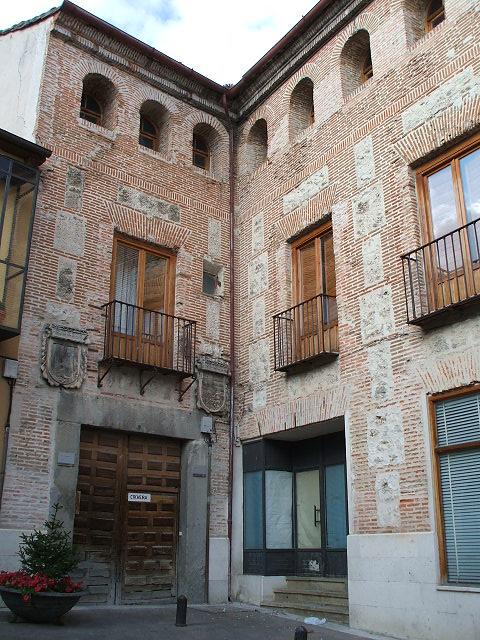
Palacio de Santa Cruz.

El palacio de Santa Cruz es un edificio situado en la villa de Cuéllar (Segovia), que perteneció al marqués de Santa Cruz, y fue construido como residencia veraniega tras el matrimonio del marqués con una hija del duque de Alburquerque, cuyos escudos campean en su fachada. Fue construido en el siglo XVII en estilo mudéjar, por lo que en su fachada predomina el ladrillo. Su estructura guarda gran similitud con algunas casas nobles del Madrid de los Austrias, y de muchos edificios de Medina del Campo (Valladolid). Destaca su fachada principal, así como la galería de madera de su fachada posterior, adosada sobre la muralla de Cuéllar.
Se trata de un edificio único en Cuéllar en tanto a su planteamiento urbanístico de líneas rectas, en contraposición a las casas de origen medieval. Su fachada principal hace escuadra en la calle de su nombre, y se compone por jambas y dintel de granito, sobre el que se apoyan dos escudos con las armas del ducado de Alburquerque y del marquesado de Cadreita, que se había incorporado al marquesado de Santa Cruz. Sobre ellos se abre un balcón de estructura adintelada de ladrillo llagueado, cuyo modelo se repite en la fachada lateral. El edificio está compuesto de cuatro plantas: en los sótanos se localizaban grandes bodegas y caballerizas, actualmente desaparecidas, mientras que el resto de pisos estaban destinados a dependencias comunes.